# 天希かのん
天希 かのん（あまね かのん、4月18日 - ）は、日本の女性声優。東京都出身。青二プロダクション所属。旧芸名は小畑 かのん（おばた かのん）。

## 略歴
小さい頃は1人で本を読むのが好きで、図書館で片っ端から本を読んでいた。しかし「昼休みは外に出なさい」と言われたため、服の中に本を隠して屋上で本を読むという厨二病のようなことをしていたという。
幼少期、魔法少女に憧れたことからバレエを始め、それにて芝居が好きなことに気づいたことを機に声優を目指すようになり、「磁場の強い声優」を目標として東京ボイストレーニングスクールの声優・ナレーターコースを受講。
2019年12月8日、「Project ANIMA」の第1弾アニメ作品『サクガン』のヒロイン・メメンプー役を決定するオーディションの最終審査会が行われ、ファイナリスト7名の最終審査会による選考の結果、同役に決定。同時点で現役の大学生であり、同作品がアニメの初出演となった。当初はフリーとして活動しており、その後アマチュア合格者として同時に青二プロダクションへの所属が決定した。また、芸名を小畑かのんから天希かのんに改名した。

## 人物
憧れの声優は悠木碧と高橋李依。
趣味としてテーブルトークRPG、ボードゲーム、殺陣、裁縫、観劇、和装、手芸、観劇、パンダ関連収集、イラストをそれぞれ挙げている。特技としてクラシックバレエ、犬の鳴き真似、セルフジェルネイルを挙げている。
資格として英検準2級、普通自動車免許をそれぞれ持つ。

## 出演
太字はメインキャラクター。

### テレビアニメ
2020年
- デジモンアドベンチャー:（女性）
- それいけ!アンパンマン（クマの男の子、ネコ美）
- 戦翼のシグルドリーヴァ（妊婦 / お母さん）

2021年
- D_CIDE TRAUMEREI THE ANIMATION（生徒）
- クレヨンしんちゃん（ベビーベンC）
- サクガン（メメンプー）
- さんかく窓の外側は夜（書店員）

2022年
- ONE PIECE（2022年 - 2025年、少女、子ども、男の子、九蛇戦士、ダイブ 他）
- ラブオールプレー（神代歩美）
- デジモンゴーストゲーム（息子、横溝ひまり）

2023年
- 天国大魔境（蘭）
- トニカクカワイイ（カップル・女子）
- 忍たま乱太郎（子どもたち、ファンたち）

2024年
- 愚かな天使は悪魔と踊る（女生徒1、女子生徒2）
- 魔法科高校の劣等生（ロボ研女子）
- 夜のクラゲは泳げない（生徒）
- 夜桜さんちの大作戦（女生徒A）
- 先輩はおとこのこ（魚）
- キン肉マン 完璧超人始祖編（子ども）
- JOCHUM（RURU、おばちゃん）
- 魔法使いになれなかった女の子の話（レポーター）
- アサティール2 未来の昔ばなし（2024年 - 2025年、ワドハ、四女 ミグラス、ハムダ）
- 逃走中 グレートミッション（2024年 - 2025年、アマネ マリーゴールド）
- ダンダダン（女子生徒B）

2025年
- 戦隊レッド 異世界で冒険者になる（研究者、進藤澄香）
- BEYBLADE X（桑原レイユ）
- ネクロノミ子のコズミックホラーショウ（だいふく）
- ぷにるはかわいいスライム（生徒）
- わたしが恋人になれるわけないじゃん、ムリムリ!（※ムリじゃなかった!?）（長谷川）

### 劇場アニメ
- ONE PIECE FILM RED（2022年）
- 劇場版 美少女戦士セーラームーンCosmos（2023年）
- アリスとテレスのまぼろし工場（2023年、クラスメイトC）
- 劇場版ハイキュー!! ゴミ捨て場の決戦（2024年、子供）
- 好きでも嫌いなあまのじゃく（2024年、栞）

### OVA
- フルーツバスケット -prelude-（2022年、女の子）

### Webアニメ
- ガンダムビルドダイバーズRe:RISE（2020年、子供）
- ウマ娘 プリティーダービー ROAD TO THE TOP（2023年、同級生）
- 怒りのオコリザル観察日記（2024年、エイパム）

### ゲーム
2020年
- アルカ・ラスト 終わる世界と歌姫の果実（アイリス）
- GOD EATER RESONANT OPS（ベル・カールソン）
- プロ野球 ファミスタ 2020（ピンキー）
- プリンセスコネクト!Re:Dive（2020年 - 2021年、女生徒1、クロエの同級生1、男の子）

2021年
- けものフレンズ3（フォッサ）

2022年
- Tokyo 7th シスターズ（奈々星アイ / 星影アイ）
- ユグドラ・レゾナンス（アメリア）
- ゼノブレイド3（ヨラン）

2024年
- ORE'N（ゴクモン）

### 吹き替え
- ファンタスティック・ビーストとダンブルドアの秘密（2022年[22]）

### ラジオ
※はインターネット配信。
- サクガン ラジオラビリンス（2021年 - 、超A&G+※）[23]

### テレビ番組
- イケボライブ 〜夜のガヤどり〜 第4夜（2020年、フジテレビTWO）[24]
- VOICE アクト『僕の種がない』鈴木おさむ著/神谷浩史ストーリーテラー（2022年10月2日、BSフジ）
- 月ともぐら（2023年6月2日・9日・12月1日、テレビ東京） - 佐武宇綺の代役でナレーションを担当

### 舞台
- 朗読劇『シアター』再演（2024年5月15日 - 26日　シアター風姿花伝)　白石すみれ 役、ふうこ 役

### 映像商品
- Tokyo 7th シスターズ Live Tokyo-7th FESTIVAL in Ryogoku Kokugikan（2022年11月）[25]

## ディスコグラフィ

### キャラクターソング
| 発売日         | 商品名                                        | 歌                                                                           | 楽曲                                               | 備考                                 |
| -------------- | --------------------------------------------- | ---------------------------------------------------------------------------- | -------------------------------------------------- | ------------------------------------ |
| 2022年6月28日  | Be Your Light                                 | Stella MiNE                                                                  | 「Be Your Light」                                  | ゲーム『Tokyo 7th シスターズ』関連曲 |
| 2022年8月23日  | Starlight☆Asterism!!!/Reach for the Meteor    | Asterline                                                                    | 「Starlight☆Asterism!!!」 「Reach for the Meteor」 | ゲーム『Tokyo 7th シスターズ』関連曲 |
| 2022年11月8日  | You & I =                                     | Stella MiNE                                                                  | 「You & I =」                                      | ゲーム『Tokyo 7th シスターズ』関連曲 |
| 2022年11月16日 | Along the way                                 | 七咲ニコル（水瀬いのり）、春日部ハル（篠田みなみ）、奈々星アイ（天希かのん） | 「Along the way」                                  | ゲーム『Tokyo 7th シスターズ』関連曲 |
| 2023年2月14日  | Startrail                                     | Stella MiNE                                                                  | 「Protostar」 「Endless Moment」 「We Are Stars」  | ゲーム『Tokyo 7th シスターズ』関連曲 |
| 2023年2月14日  | Startrail                                     | Asterline                                                                    | 「Magic hour」 「SERENDIPITY」 「Time Machine」    | ゲーム『Tokyo 7th シスターズ』関連曲 |
| 2024年9月26日  | 寝て起きて食べて寝て 寝て起きて食べたり寝たり | JOCHUM                                                                       | 「寝て起きて食べて寝て 寝て起きて食べたり寝たり」  | アニメ『JOCHUM』主題歌               |